# Salburun

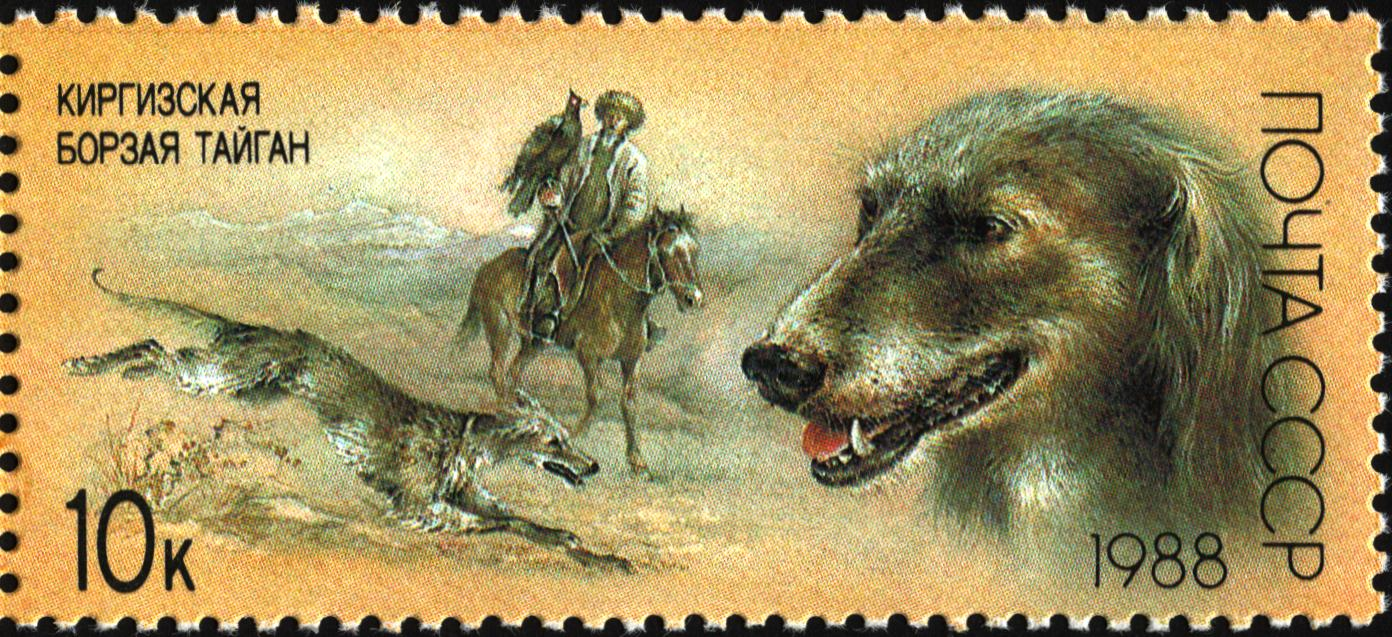
Timbre de l'URSS, 1988. Le cavalier accompagné du lévrier Taïgan et d'un oiseau de proie est un symbole du chasseur kirghize.

Salburun (kyrgyz : Салбуурун) est une forme de chasse traditionnelle du Kirghizistan, et plus généralement d'Asie Centrale, impliquant des éléments de fauconnerie, de tir à l'arc parfois monté, et de chasse au lévrier Taïgan. Lors des compétitions de Salburun, plusieurs prix sont distribués en fonction des disciplines, les principales étant : la chasse à l'aigle, la chasse à courre, les courses de lévriers, et le tir à l'arc monté.
Salburun est issu des traditions nomades de chasse et de protection des troupeaux contre les prédateurs, notamment le loup, et donne lieu à de nombreux festivals en Asie Centrale depuis 1997. Après le festival de 2006 dans le district de Tonsk au Kirghizistan, les réactions internationales face à la violence de l'évènement ont incité la Fédération de Salburun à adoucir les règles et à prendre des mesures pour la protection des animaux. En 2015, une pétition visant à arrêter le massacre des loups est lancée. Salburun fait partie des disciplines des Jeux Mondiaux Nomades.